# 中国国民党中央社会部
中国国民党中央执行委员会社会部，简称国民党中央社会部，是抗日战争时期中国国民党中央执行委员会设立的指导全国群众运动的中央机关。

## 历史
1938年4月中國國民黨臨時全國代表大會决议设立中央社会部，指导民众运动，指导国民党员在自治、慈善、开垦、保育等社会团体中的工作，协助社会团体之组织并推进其事业。
1940年10月中国国民党五届七中全会决议，中央社会部改隶国民政府行政院，改称行政院社会部，民众运动指导事宜改归中央党部。部长陈立夫/谷正纲。